# Witold Maj
Witold Maj (1940–1989) – polski poeta. 
Studiował filozofię na Uniwersytecie Warszawskim. Był wieloletnim kierownikiem biblioteki Teatru Narodowego w Warszawie. Debiutował na łamach "Współczesności" w 1960 roku, następnie wydał pierwszy zbiór Smutek nad ogrodami (1968), następnie Spór o milczenie (1970) i Od grobu do grobu (nieopublikowany). 
Podejmował często motyw śmierci i przemijania, odwołując się przy tym do tradycji barokowej. Istotne okazały się inspiracje angielską poezją metafizyczną (John Donne) oraz poezją francuskiego dekadentyzmu (Arthur Rimbaud). Wykorzystywał w twórczości klasyczne gatunki (sonet, oktostych, epitafium). 
Poezję Maja wysoko cenił Jarosław Iwaszkiewicz. O wierszach z tomu Spór o milczenie pisał: "[...]Ars Amandi, Modlitwa o deszcz, Lament Witolda Maja są bardzo wielkimi osiągnięciami naszej poezji współczesnej". 
Był homoseksualistą, subtelne motywy homoerotyczne obecne są w niewydanym zbiorze Od grobu do grobu, z którego kilka wierszy pojawiło się w drugim numerze w 1999 roku czasopisma Akcent.